# Mária Valéria Árvaház (Kolozsvár)
A Mária Valéria Árvaház Kolozsvár egyik szociális intézménye volt 1872–1948 között. Az intézetben árva és félárva lánygyermekeket neveltek, felekezeti és nemzetiségi különbség nélkül. Nevét Mária Valéria főhercegnőről kapta.  A Magyar katolikus lexikon katolikus intézményként aposztrofálja, Vásárhelyi János református püspök szerint viszont „társadalmi alapítás volt … vezetői között azonban mindig döntő szerepet játszottak a református női társadalom vezetői.”
Épülete a Kül-Közép (Honvéd, Budai Nagy Antal, Dorobanților) utcában állt.
Alapítását báró Bornemisza Ignácné kezdeményezte 1871-ben a Jótékony Nőegyletben, és 1892-ig ő is vezette. Az intézet 1872. december 15-én nyílt meg; az alapító árvaházi egyletnek ekkor 181 tagja volt. A kezdeti nyolcfős létszám 1874-re már húszra, 1878-ban ötvenre emelkedett. Az intézménybe felvett 5–7 éves lányok hat elemit végeztek, „házias nevelésben” részesültek, és 18 éves korukig gondoskodtak az elhelyezésükről.
A működési és fenntartási költségeket adományokból és jótékony célú rendezvények (bálok, bazárok) bevételéből fedezték. A  Magyar utcai református gyülekezet pártfogásába vette az árvaházat, és a hóstáti földészek természetbeni adományokkal segítették. 1884-ben az árvaházi egylet állandó tagjain kívül 300 olyan pártfogó volt, akik részvények jegyzésével négy évre kötelezték el magukat.
1948-ban az intézetet felszámolták, és az épületben sütödét alakítottak ki, amely az 1990-es évekig működött. 2002-ben az épületet lebontották, helyére benzinkút került. Az árvaház iratanyaga a kolozsvári Református Gyűjtőlevéltárban található.